# ویتا ماتسک
ویتا ماتسک (انگلیسی: Vita Mateshik؛ زادهٔ ۱۲ فوریهٔ ۱۹۶۹) بازیکن والیبال اهل اوکراین است.